# Kamal Ibrahim
Kamal Ibrahim (* 10. ledna 1961) je bývalý egyptský zápasník, reprezentant v zápase řecko-římském. V roce 1984 na olympijských hrách v Los Angeles vypadl v kategorii do 90 kg ve druhém a v roce 1988 na olympijských hrách v Soulu ve stejné kategorii ve čtvrtém kole.